# Xenotachina huangshanensis
Xenotachina huangshanensis är en tvåvingeart som beskrevs av Fan 1992. Xenotachina huangshanensis ingår i släktet Xenotachina och familjen husflugor. Inga underarter finns listade i Catalogue of Life.